# Клара Заменгоф
Клара Заменгоф (есперанто: Klara Zamenhof; 5 жовтня 1863, Каунас — 6 грудня 1924, Варшава) — есперантистка, дружина Людвіка Заменгофа.

## Біографія

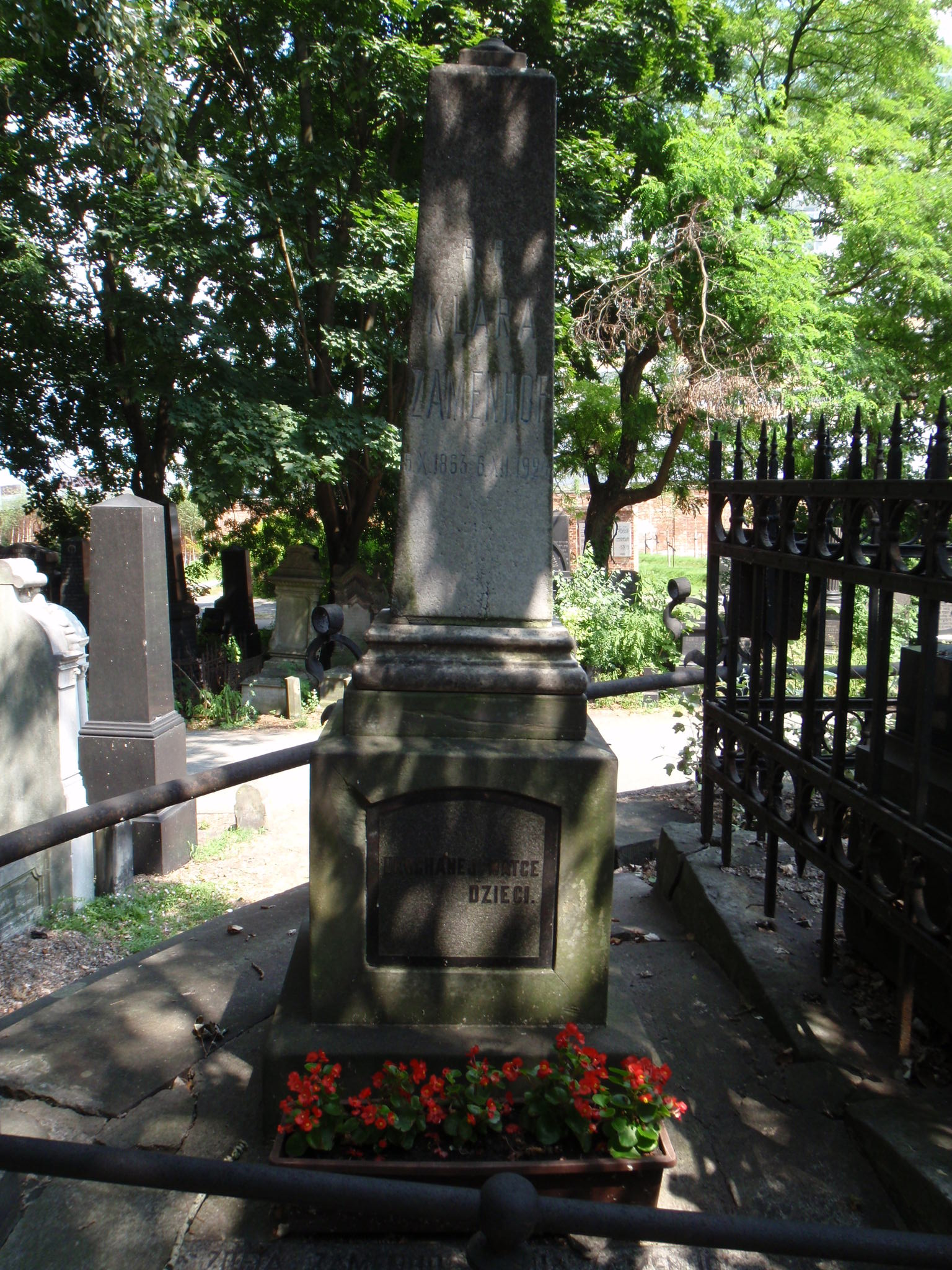
Могила Клари Заменгоф

Народилася 5 жовтня 1863 року в Каунасі, в Російській імперії, в сім'ї Александро Зільберник і Годи Меєрівни Зільберник.
У 1887 р. без вагань віддає увесь свій спадок на друк Unua libro — першого підручника з есперанто. Працювала асистентом і секретарем чоловіка Людвіка. Після його смерті брала активну участь у есперантському русі.
Мала трьох дітей: Адама Заменгофа (1888—1940), Зофію Заменгоф (1889—1942), Лідію Заменгоф (1904—1942). Померла 6 грудня 1924 року у Варшаві .